# Luigi Padovese

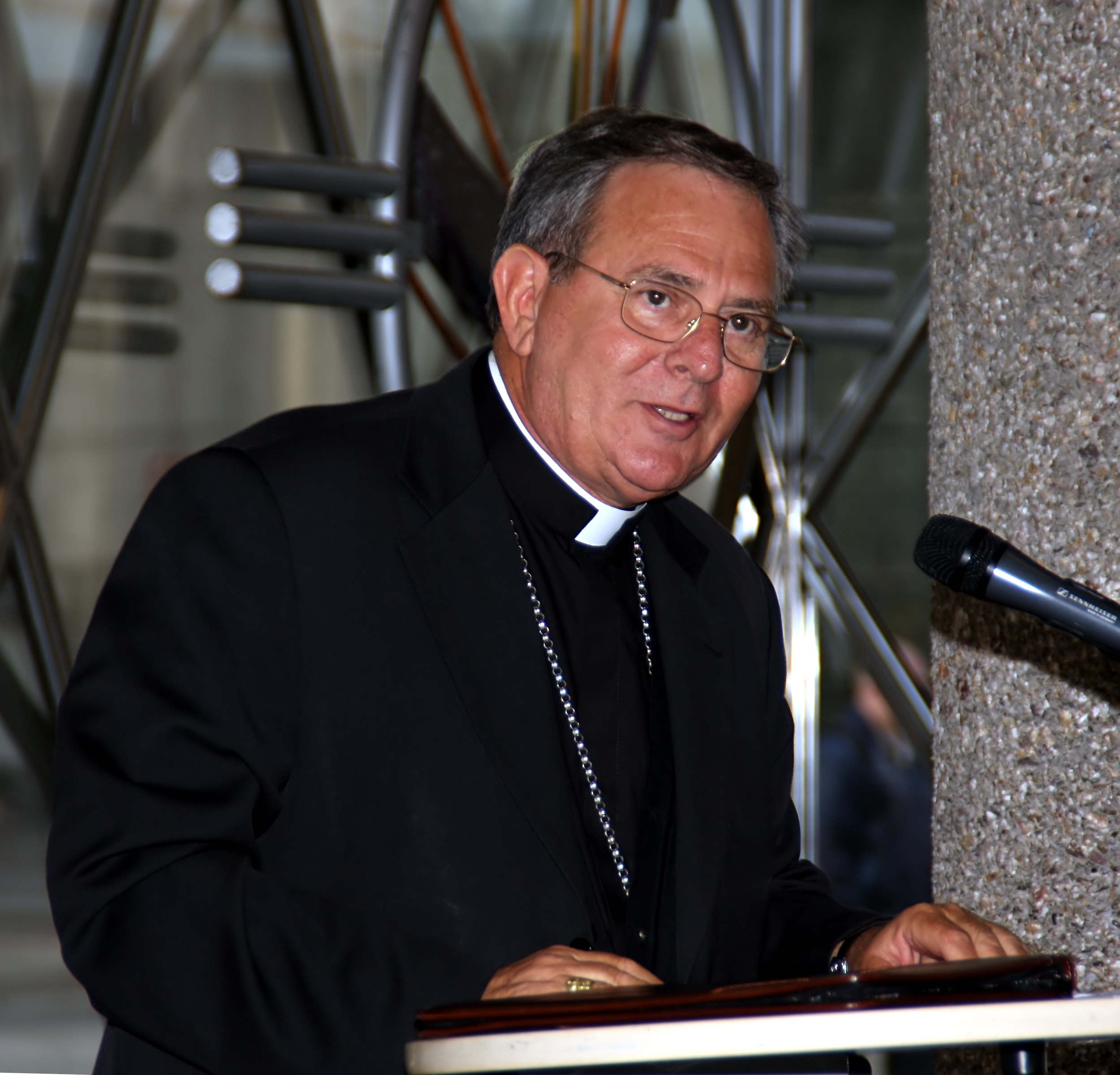
Luigi Padovese bei einem Vortrag über das Leben des Apostels Paulus im Domforum Köln (2009)

Luigi Padovese OFMCap (* 31. März 1947 in Mailand, Italien; † 3. Juni 2010 in İskenderun, Türkei) war ein römisch-katholischer Bischof und Apostolischer Vikar von Anatolien in der Türkei. Bis zu seiner Ermordung war er Vorsitzender der türkischen Bischofskonferenz.

## Leben

### Ausbildung
Luigi Padovese trat 1965 der Ordensgemeinschaft der Kapuziner bei, legte dort 1968 die Profess ab und empfing am 16. Juni 1973 die Priesterweihe. Er studierte Theologie an der Päpstlichen Universität Antonianum und Patristik und Religionsgeschichte an der Päpstlichen Universität Gregoriana. 1976 wechselte er an die Julius-Maximilians-Universität Würzburg. 1978 wurde er an der Gregoriana in Rom promoviert.

### Wissenschaftliches Wirken
Ab 1977 lehrte er Patristik und Geschichte der Theologie am Theologischen Studium der Kapuziner in Mailand. 1979 wechselte er an das Päpstliche Institut für die Auslandsmissionen. 1995 wurde er zum ordentlichen Professor für Patrologie am Antonianum ernannt, später unterrichtete er auch als Gastprofessor Geschichte der Spiritualität (Patristik und Spätantike) an der Gregoriana.
Neben verschiedenen Aufgaben im Kapuzinerorden war er seit 1990 Präsident des Franziskanischen Instituts für Spiritualität.

### Apostolischer Vikar von Anatolien
Papst Johannes Paul II. ernannte ihn 2004 zum Titularbischof von Monteverde und bestellte ihn zum Apostolischen Vikar von Anatolien. Die Bischofsweihe spendete ihm am 7. November 2004 der Apostolische Nuntius in der Türkei, Erzbischof Edmond Y. Farhat; Mitkonsekratoren waren Francesco Gioia, Erzbischof von Camerino-San Severino Marche, sowie sein Amtsvorgänger und neuer Erzbischof von Izmir, Ruggero Franceschini.
Von 2008 bis zu seinem Tode war er Vorsitzender der türkischen Bischofskonferenz (CCEE).

## Padoveses Ermordung
Padovese wurde am 3. Juni 2010 vor seinem Wohnhaus im Mittelmeerhafen von İskenderun erstochen und danach geköpft. Sein Fahrer Murat Altun wurde als mutmaßlicher Mörder verhaftet; er wurde als psychisch labil beschrieben. 
Türkische Behörden, der apostolische Vikar Louis Pelâtre und Papst Benedikt XVI. äußerten, es gebe keine Hinweise auf einen politischen oder religiösen Hintergrund.
Padoveses Amtsvorgänger, Ruggero Franceschini, Erzbischof von Smyrna, beklagte, der Islam werde in einer zunehmend radikaleren Form gelebt.
Im Mailänder Dom fand am 14. Juni 2010 ein großes Requiem statt; danach wurde Padoveses Leichnam in der Grablege seiner Familie in Mailand beigesetzt.

## Ehrungen

### Ehrenbürgerschaften
Luigi Padovese erhielt 2007 die Ehrenbürgerwürde der Gemeinde Stegaurach (Landkreis Bamberg).

### Benennung von Orten und Gebäuden
Auf Beschluss des Gemeinderats Stegaurach wurde 2010 der Dorfplatz nahe der Kirche zum Gedenken des Ehrenbürgers zum „Luigi-Padovese-Platz“ umbenannt. Ebenfalls wurde ein Denkmal auf dem Platz enthüllt. Das 2012 nach einem Neubau wieder eingeweihte Pfarrheim der Pfarrei Stegaurach wurde nach dem Bischof zum Pfarrheim „Luigi Padovese“ benannt.

## Schriften
- Lo scandalo della croce: La polemica anticristiana nei primi secoli (Collana Contributi teologici), Dehoniane 1988, ISBN 88-396-0263-1
- Piccoli dialoghi fra santi di marmo, primera edizione: Piemme 1999, ISBN 88-384-3079-9; seconda edizione: Edizioni Messaggero 2005, ISBN 88-250-1158-X
- Introduzione alla teologia patristica (Introduzione alle discipline teologiche), Piemme 1992, ISBN 88-384-1784-9
- Paolo di Tarso. Archeologia - Storia - Ricezione, Effatà Editrice 2009, ISBN 978-88-7402-556-5